# Énergie en Corée du Sud
Le secteur de l'énergie en Corée du Sud joue un rôle majeur dans l'économie de la Corée du Sud et tient une place de premier plan dans les marchés mondiaux.
La Corée du Sud, quasiment dépourvue de ressources fossiles, est un grand importateur d'énergie : elle importe la quasi-totalité de ses besoins en pétrole (3e importateur de pétrole brut au monde), en gaz naturel (3e importateur mondial de GNL) et en charbon (4e rang mondial).
La consommation d'énergie primaire par habitant de la Corée du Sud en 2023 équivalait à 3,1 fois la moyenne mondiale, était supérieure de 79 % à celle de la France et de 70 % à celle du Japon, mais inférieure de 13 % à celle des États-Unis. Elle se répartissait en 2023 en 79,1 % de combustibles fossiles (pétrole : 36,5 %, charbon : 23,9 %, gaz naturel : 18,7 %), 17,0 % d'énergie nucléaire et 3,9 % d'énergies renouvelables (surtout biomasse-déchets : 2,5 %).
L'électricité représentait 25,7 % de la consommation finale d'énergie en 2022. En 2023, sa production, qui se classe au 8e rang mondial, provenait principalement de centrales thermiques à combustibles fossiles : 60,5 % (charbon : 33,0 %, gaz naturel : 26,4 %, pétrole : 1,1 %) et de l'énergie nucléaire : 29,9 % ; les énergies renouvelables ne couvraient que 8,7 % des besoins (solaire : 5,2 %, biomasse : 1,6 %, hydro : 1,2 %, éolien : 0,6 %, marémotrice : 0,1 %). La Corée du Sud construit ses propres centrales nucléaires et commence à en exporter ; sa production d'électricité nucléaire se classe au 5e rang mondial avec 6,6 % du total mondial, derrière les États-Unis, la Chine, la France et la Russie. Elle se classe aussi au 10e rang des producteurs d'électricité solaire photovoltaïque en 2023 avec 1,8 % du total mondial.
La Corée du Sud est en 2022 le neuvième émetteur de dioxyde de carbone par combustion d'énergies fossiles (1,6 % des émissions mondiales). Ses émissions de CO2 liées à l'énergie étaient en 2023 de 10,44 t CO2 par habitant (dont 38 % dans l'industrie et 17 % dans le secteur tertiaire), niveau 2,4 fois supérieur à la moyenne mondiale, de 41 % à celui du Japon et de 39 % à celui de la Chine, mais inférieur de 23 % à celui des États-Unis.

## Vue d'ensemble
| Principaux indicateurs de l'énergie en Corée du Sud                                                                                               | Principaux indicateurs de l'énergie en Corée du Sud | Principaux indicateurs de l'énergie en Corée du Sud | Principaux indicateurs de l'énergie en Corée du Sud | Principaux indicateurs de l'énergie en Corée du Sud | Principaux indicateurs de l'énergie en Corée du Sud | Principaux indicateurs de l'énergie en Corée du Sud |
| --- | --------------------------------------------------- | --------------------------------------------------- | --------------------------------------------------- | --------------------------------------------------- | --------------------------------------------------- | --------------------------------------------------- |
| | Population                                          | Consom. énergie primaire                            | Production                                          | Import. nette                                       | Consom. électricité*                                | Émissions de GES**                                  |
| | Million                                             | PJ                                                  | PJ                                                  | PJ                                                  | TWh                                                 | Mt CO2                                              |
| 1990 | 44,08                                               | 3 748                                               | 922                                                 | 2 872                                               | 105,6                                               | 252                                                 |
| 2000 | 46,77                                               | 7 779                                               | 1 360                                               | 6 912                                               | 276,7                                               | 429                                                 |
| 2010 | 48,77                                               | 10 205                                              | 1 878                                               | 8 992                                               | 457,0                                               | 575                                                 |
| 2011 | 49,13                                               | 10 690                                              | 1 965                                               | 9 328                                               | 508,5                                               | 604                                                 |
| 2012 | 49,60                                               | 10 764                                              | 1 933                                               | 9 319                                               | 518,1                                               | 602                                                 |
| 2013 | 50,07                                               | 10 781                                              | 1 822                                               | 9 500                                               | 520,1                                               | 600                                                 |
| 2014 | 50,54                                               | 10 911                                              | 2 051                                               | 9 481                                               | 521,3                                               | 585                                                 |
| 2015 | 50,98                                               | 11 187                                              | 2 147                                               | 9 705                                               | 532,0                                               | 597                                                 |
| 2016 | 51,30                                               | 11 558                                              | 2 147                                               | 10 050                                              | 542,8                                               | 598                                                 |
| 2017 | 51,49                                               | 11 756                                              | 2 050                                               | 10 402                                              | 551,3                                               | 616                                                 |
| 2018 | 51,64                                               | 11 945                                              | 1 890                                               | 10 689                                              | 571,2                                               | 635                                                 |
| 2019 | 51,77                                               | 11 560                                              | 2 020                                               | 10 192                                              | 549,4                                               | 609                                                 |
| 2020 | 51,86                                               | 11 274                                              | 2 205                                               | 9 531                                               | 555,5                                               | 566                                                 |
| 2021 | 51,85                                               | 11 949                                              | 2 194                                               | 10 147                                              | 590,0                                               | 581                                                 |
| 2022 | 51,78                                               | 11 710                                              | 2 420                                               | 10 011                                              | 593,9                                               | 556                                                 |
| 2023 | 51,75                                               | 11 584                                              | 2 488                                               | 9 807                                               | 584,8                                               | 546                                                 |
| variation 1990-2023 | +17 %                                               | +209 %                                              | +170 %                                              | +241 %                                              | +454 %                                              | +117 %                                              |
| * consommation brute d'électricité = production+importations-exportations-pertes en ligne ** émissions de gaz à effet de serre liées à l'énergie. |                                                     |                                                     |                                                     |                                                     |                                                     |                                                     |

## Comparaisons internationales
L'Agence internationale de l'énergie et l'Energy Institute classent la Corée du Sud parmi les premiers pays du monde pour plusieurs indicateurs :
| Source d'énergie | indicateur               | rang | année | quantité | unité | % monde | commentaires |
| Pétrole brut | Importation nette.       | 3e   | 2022  | 5,72     | EJ    | 6,1 %   | 1er : Chine (21,2 EJ), 2e : Inde (9,7 EJ), 4e : Japon (5,6 PJ)                                                                             |
| Gaz naturel | Importation de GNL       | 3e   | 2023  | 60,6     | Gm3   | 11,0 %  | 1er : Chine (17,8 %), 2e : Japon (16,4 %)                                                                                                  |
| Charbon | Importation nette        | 4e   | 2023  | 3,19     | EJ    | 9,0 %   | 1er : Chine (28,7 %), 2e : Inde (15,1 %), 3e : Japon (12,4 %)                                                                              |
| Électricité | Production               | 8e   | 2023  | 617,9    | TWh   | 2,1 %   | 1er : Chine (31,7 %), 2e : États-Unis (15,0 %), 3e : Inde (6,5 %), 4e : Russie (3,9 %), 5e : Japon (3,4 %), Brésil (2,4 %), Canada (2,1 %) |
| Prod. élec. fossiles**                                                                                                  | Charbon                  | 7e   | 2023  | 202,8    | TWh   | 1,9 %   | 1er : Chine (5 754 TWh, 54,7 %), 2e : Inde (14,0 %), 3e : États-Unis (7,0 %), 4e : Japon (2,9 %), Indonésie (2,1 %), Russie (2,0 %)        |
| Prod. élec. fossiles**                                                                                                  | Gaz naturel              | 9e   | 2023  | 167,0    | TWh   | 2,5 %   | 1er : États-Unis (1 937,7 TWh, 28,7 %), 2e : Russie (7,8 %), 3e : Iran (4,8 %)                                                             |
| Nucléaire | Production d'électricité | 5e   | 2023  | 180,5    | TWh   | 6,6 %   | 1er : États-Unis (816,2 TWh, 29,8 %), 2e : Chine (15,9 %), 3e : France (12,4 %), 4e : Russie (7,9 %)                                       |
| Nucléaire | Puissance installée      | 5e   | 2023  | 25,82    | GW    | 6,9 %   | 1er : États-Unis (96,95 GW), 2e : France (61,37 GW), 3e : Chine (54,15 GW), 4e : Russie (26,80 GW)                                         |
| Nucléaire | % nucléaire/élec*        | 10e  | 2023  | 31,5     | %     |         | 1er : France (64,8 %), 2e : Slovaquie (61,3 %) ; États-Unis : 18,6 %, Russie : 18,4 %, 25e : Chine : 4,9 %                                 |
| Produits pétroliers | Production               | 6e   | 2023  | 2,76     | Mbl/j | 3,3 %   | 1er : États-Unis (19,2 %), 2e : Chine (18,2 %), 3e : Russie (6,8 %), 4e : Inde (6,3 %), 5e : Arabie saoudite (3,4 %)                       |
| Énergie solaire photovoltaïque                                                                                          | Production élec.         | 10e  | 2023  | 29,4     | TWh   | 1,8 %   | 1er : Chine (35,6 %), 2e : États-Unis (14,7 %), 3e : Inde (6,9 %), 4e : Japon (5,9 %)                                                      |
| Énergie solaire photovoltaïque                                                                                          | Puissance installée      | 10e  | 2023  | 27,05    | GW    | 1,9 %   | 1er : Chine (43,2 %), 2e : États-Unis (9,8 %), 3e : Japon (6,2 %), 4e : Allemagne (5,8 %), 5e : Inde (5,2 %)                               |
| * % nucléaire (ou solaire)/total production d'électricité ** production d'électricité à partir de combustibles fossiles |                          |      |       |          |       |         | |

## Production d'énergie primaire
| Source                                                  | 1990 | %    | 2000  | %    | 2010  | %    | 2020  | %    | 2023  | % 2023 | var. 2023/1990 |
| Charbon                                                 | 292  | 31,7 | 70    | 5,2  | 37    | 1,9  | 18    | 0,8  | 11    | 0,5 %  | -96 %          |
| Pétrole                                                 | 0    |      | 28    | 2,1  | 29    | 1,6  | 41    | 1,8  | 49    | 2,0 %  | ns             |
| Gaz naturel                                             | 0    |      | 0     |      | 20    | 1,1  | 7     | 0,3  | -     | 0 %    | ns             |
| Total fossiles                                          | 292  | 31,7 | 98    | 7,3  | 86    | 4,6  | 66    | 3,0  | 61    | 2,4 %  | -79 %          |
| Nucléaire                                               | 577  | 62,6 | 1 189 | 87,4 | 1 621 | 86,3 | 1 747 | 79,3 | 1 969 | 79,1 % | +241 %         |
| Hydraulique                                             | 23   | 2,5  | 14    | 1,1  | 13    | 0,7  | 14    | 0,6  | 13    | 0,5 %  | -42 %          |
| Biomasse-déchets                                        | 30   | 3,2  | 57    | 4,2  | 145   | 7,7  | 273   | 12,4 | 286   | 11,5 % | +867 %         |
| Solaire, éolien                                         | 0,4  | 0,05 | 2     | 0,1  | 9     | 0,5  | 102   | 4,6  | 157   | 6,3 %  | x374           |
| Chaleur                                                 | 0    |      | 0     |      | 4     | 0,2  | 2     | 0,1  | 2     | 0,1 %  | ns             |
| Total EnR                                               | 53   | 5,7  | 73    | 5,4  | 171   | 9,1  | 391   | 17,8 | 458   | 18,4 % | +766 %         |
| Total                                                   | 922  | 100  | 1 360 | 100  | 1 878 | 100  | 2 205 | 100  | 2 488 | 100 %  | +170 %         |
| Source des données : Agence internationale de l'énergie |      |      |       |      |       |      |       |      |       |        |                |

### Combustibles fossiles
Les réserves prouvées de charbon de la Corée du Sud étaient estimées par l'Agence fédérale allemande pour les sciences de la terre et les matières premières (BGR) à 326 Mt (millions de tonnes) fin 2022, soit 0,04 % des réserves mondiales. Elles représentent environ 407 années de production au rythme de 2022 (0,8 Mt). BGR estime les ressources supplémentaires, non encore prouvées, à 1 360 Mt et sont restées inchangées depuis 2010.
La production de charbon du pays en 2023 était seulement de 0,6 Mt, soit 0,01 EJ (exajoules) ; elle a reculé de 21 % en 2023 et des deux tiers en dix ans.
Le seul gisement de pétrole et de gaz du pays est Donghae-1, situé dans le Détroit de Corée, découvert en 1998 et entré en production en 2004. Il ne répond qu'à une faible part des besoins du pays. L'exploration dans les eaux territoriales du pays continue dans l'espoir de découvrir de nouveaux gisements.
Les réserves prouvées de gaz naturel étaient estimées par BGR à 7 Gm3 en 2022 et la production a cessé. Les réserves et la production de pétrole sont négligeables.
Face à ces ressources nationales quasi inexistantes, le pays est un grand importateur de pétrole comme de gaz.

## Importations

### Importations de pétrole
En 2023, la Corée du Sud a importé 5 672 PJ de pétrole brut et 1 731 PJ de produits pétroliers ; elle a exporté 2 645 PJ de produits pétroliers. Elle était en 2022 le 3e importateur mondial de pétrole brut avec 6,1 % des importations mondiales nettes, derrière la Chine et l'Inde et devant le Japon et les États-Unis.

### Importations de gaz naturel
Selon l'Energy Institute, les importations de gaz naturel de la Corée du Sud sous forme de GNL ont atteint 60,6 Gm3 en 2023, soit 11,0 % des importations mondiales de GNL, au 3e rang mondial, derrière la Chine (17,8 %) et le Japon (16,4 %), provenant surtout de l'Australie (24 %), du Qatar (19 %), de Malaisie (14 %), des États-Unis (12 %), d'Oman (11 %), d'Indonésie (7 %) et de Russie (4 %). Après prise en compte des importations par gazoduc, la Corée du Sud se classait en 2023 au 5e rang mondial avec 4,9 % du total mondial, derrière la Chine (13,0 %), le Japon (7,4 %), les États-Unis (6,5 %) et le Mexique (5,1 %).
Selon l'Agence internationale de l'énergie, la Corée du Sud était en 2022 le 5e importateur mondial de gaz naturel avec 2,54 EJ, soit 5,3 % des importations nettes mondiales, derrière la Chine, le Japon, l'Allemagne et l'Italie.

### Importations de charbon
La Corée du Sud a importé en 2023 3,19 EJ de charbon, soit 9,0 % des importations mondiales, ce qui en fait le 4e importateur mondial derrière la Chine (28,7 %), l'Inde (15,1 %) et le Japon (12,4 %). Ces importations proviennent pour l'essentiel d'Australie (0,99 EJ, soit 31 %), de Russie (22 %), d'Indonésie (21 %), du Canada (6 %), d'Afrique du sud (5,6 %), de Colombie (5 %) et des États-Unis (4 %).

## Consommation intérieure brute d'énergie primaire
La consommation d'énergie primaire de la Corée du Sud atteignait 12,43 EJ en 2023, soit 2,0 % du total mondial, loin derrière la Chine (27,7 %), les États-Unis (15,2 %) et l'Inde (6,3 %). Sa consommation par habitant s'élevait à 240,1 GJ, niveau 3,1 fois supérieur à la moyenne mondiale : 77 GJ et supérieur de 79 % à celui de la France : 133,8 GJ et de 70 % à celui du Japon : 141,2 GJ, mais inférieur de 13 % à celui des États-Unis : 277,3 GJ.
| Source                                                  | 1990  | %    | 2000  | %    | 2010   | %    | 2020   | %    | 2023   | % 2023 | var. 2023/1990 |
| Charbon                                                 | 923   | 24,6 | 1 626 | 20,9 | 2 863  | 28,1 | 2 866  | 25,4 | 2 771  | 23,9 % | +200 %         |
| Pétrole                                                 | 2 082 | 55,6 | 4 147 | 53,3 | 3 982  | 39,0 | 4 241  | 37,6 | 4 224  | 36,5 % | +103 %         |
| Gaz naturel                                             | 111   | 3,0  | 744   | 9,6  | 1 571  | 15,4 | 2 032  | 18,0 | 2 164  | 18,7 % | x19,4          |
| Total fossiles                                          | 3 117 | 83,2 | 6 516 | 83,8 | 8 415  | 82,5 | 9 139  | 81,1 | 9 159  | 79,1 % | +194 %         |
| Nucléaire                                               | 577   | 15,4 | 1 189 | 15,3 | 1 621  | 15,9 | 1 747  | 15,5 | 1 969  | 17,0 % | +241 %         |
| Hydraulique                                             | 23    | 0,6  | 14    | 0,2  | 13     | 0,1  | 14     | 0,1  | 13     | 0,1 %  | -42 %          |
| Biomasse-déchets                                        | 31    | 0,8  | 58    | 0,7  | 146    | 1,4  | 272    | 2,4  | 286    | 2,5 %  | +836 %         |
| Solaire, éolien                                         | 0,4   | 0,01 | 2     | 0,02 | 9      | 0,1  | 102    | 0,9  | 157    | 1,4 %  | x374           |
| Chaleur                                                 | 0     |      | 0     |      | 4      | 0,04 | 2      | 0,02 | 2      | 0,02 % | ns             |
| Total EnR                                               | 54    | 1,4  | 74    | 1,0  | 172    | 1,6  | 390    | 3,4  | 459    | 3,9 %  | +747 %         |
| Total                                                   | 3 748 | 100  | 7 779 | 100  | 10 209 | 100  | 11 276 | 100  | 11 586 | 100 %  | +209 %         |
| Source des données : Agence internationale de l'énergie |       |      |       |      |        |      |        |      |        |        |                |

### Consommation de pétrole
En 2023, la Corée du Sud a consommé 2,80 Mb/j (millions de barils par jour), soit 5,36 EJ (exajoules) de pétrole, en baisse de 1,9 % en 2023, mais en progression de 12 % depuis 2013. Elle représente 2,7 % de la consommation mondiale, au 7e rang mondial derrière les États-Unis (18,3 %), la Chine (17 %), l'Inde (5,4 %), l'Arabie saoudite (3,8 %), la Russie (3,7 %) et le Japon (3,4 %).

### Consommation de gaz naturel
En 2023, la Corée du Sud a consommé 60,1 Gm3 de gaz naturel, soit 2,16 EJ (exajoules), en recul de 3,7 % en 2023, mais en progression de 9 % depuis 2013. Elle se classe au 13e rang mondial avec 1,5 % de la consommation mondiale.

### Consommation de charbon
La consommation de charbon de la Corée du Sud s'est établie en 2023 à 2,69 EJ (exajoules), en baisse de 6,1 % en 2023 et de 21 % depuis 2013, soit 1,6 % du total mondial, au 8e rang mondial derrière la Chine (56,1 %), l'Inde (13,4 %), les États-Unis (5,0 %), le Japon (2,8 %), l'Indonésie, la Russie et l'Afrique du sud. La production de charbon du pays couvre seulement 0,4 % de sa consommation.

## Consommation finale d'énergie
Après transformations (raffinage, production d'électricité, etc) et distribution, la consommation finale d'énergie atteignait 7 585 PJ en 2022, répartie en 51,5 % de produits pétroliers, 12,7 % de gaz naturel, 4,8 % de charbon, 25,7 % d'électricité, 3,2 % de chaleur, 2,0 % de biomasse-déchets et 0,2 % de solaire thermique. L'industrie consommait 26,3 % du total, les transports 20,2 %, le secteur résidentiel 11,7 %, le secteur tertiaire 11,2 %, l'agriculture 1,0 %, la pêche 0,4 % et les usages non énergétiques (chimie) 28,7 %.

## Électricité
La Korea Electric Power Corporation (KEPCO) est une société contrôlée par le gouvernement sud-coréen. Elle est l'unique entreprise de production, de transport et de distribution d'électricité en Corée du Sud. L'entreprise a été créée en 1961, avec à l'époque une production de 1 770 GWh (millions de kWh). La production passe à 54 885 GWh en 1985 et à 73 992 GWh en 1987.

### Production d'électricité
En 2023, selon l'Agence internationale de l'énergie, la Corée du Sud a produit 604,6 TWh d'électricité, au 8e rang mondial, avec 2,0 % de la production mondiale, derrière la Chine (31,6 %), les États-Unis (14,8 %), l'Inde (6,5 %), la Russie (3,9 %), le Japon (3,3 %), le Brésil (2,4 %) et le Canada (2,1 %). Cette production se répartissait en 60,5 % de combustibles fossiles (charbon : 33,0 %, gaz naturel : 26,4 %, pétrole : 1,1 %), 29,9 % de nucléaire, 9,6 % d'énergies renouvelables (hydroélectricité : 1,2 %, biomasse : 1,6 %, solaire : 5,2 %, éolien : 0,6 %, marémotrice : 0,1 %) et 0,7 % d'autres sources, dont les déchets non renouvelables.
En 2023, selon les estimations de l'Energy Institute, la Corée du Sud a produit 617,9 TWh d'électricité, en baisse de 1,1 % en 2023, mais en progression de 15 % depuis 2013, au 8e rang mondial avec 2,1 % de la production mondiale. Cette production se répartissait en 61,1 % de combustibles fossiles (charbon : 32,8 %, gaz naturel : 27,0 %, pétrole : 1,2 %), 29,2 % de nucléaire, 9,0 % d'énergies renouvelables (hydroélectricité 0,6 %, autres 8,4 %) et 0,7 % d'autres sources (déchets non renouvelables, pompage-turbinage, etc). La production d'électricité éolienne est estimée à 3,4 TWh (0,55 %), celle du solaire à 29,4 TWh (4,8 %), celle tirée de la biomasse et des déchets à 19,2 TWh (3,1 %).
| Source                                                   | 1990   | %    | 2000   | %     | 2010   | %    | 2020   | %    | 2023   | % 2023 | var. 2023/1990 |
| Charbon                                                  | 21,39  | 19,6 | 110,31 | 38,2  | 220,22 | 46,4 | 199,74 | 34,8 | 199,66 | 33,0 % | +833 %         |
| Pétrole                                                  | 18,86  | 17,3 | 34,58  | 12,0  | 18,93  | 4,0  | 7,29   | 1,3  | 6,67   | 1,1 %  | -65 %          |
| Gaz naturel                                              | 9,68   | 8,9  | 29,54  | 10,2  | 77,80  | 16,4 | 165,28 | 28,8 | 159,48 | 26,4 % | +1547 %        |
| Total fossiles                                           | 49,93  | 45,7 | 174,43 | 60,3  | 316,96 | 66,7 | 372,32 | 64,9 | 365,82 | 60,5 % | +633 %         |
| Nucléaire                                                | 52,89  | 48,4 | 108,96 | 37,7  | 148,60 | 31,3 | 160,18 | 27,9 | 180,48 | 29,9 % | +241 %         |
| Hydraulique                                              | 6,36   | 5,8  | 5,61   | 1,9   | 6,47   | 1,4  | 7,15   | 1,2  | 7,50   | 1,2 %  | +18 %          |
| Biomasse                                                 | 0      |      | 0,06   | 0,02  | 0,79   | 0,2  | 8,13   | 1,4  | 9,52   | 1,6 %  | ns             |
| Déchets renouv.                                          | 0      |      |        |       | 0,12   | 0,02 | 0,16   | 0,03 | 0,26   | 0,04 % | ns             |
| Éolien                                                   | 0      |      | 0,02   | 0,006 | 0,82   | 0,2  | 3,15   | 0,5  | 3,40   | 0,6 %  | ns             |
| Solaire                                                  | 0,001  | ε    | 0,005  | 0,002 | 0,77   | 0,2  | 17,97  | 3,1  | 31,49  | 5,2 %  | ns             |
| Marée                                                    |        |      |        |       |        |      | 0,46   | 0,1  | 0,44   | 0,1 %  | ns             |
| Total EnR                                                | 6,36   | 5,8  | 5,68   | 2,0   | 8,98   | 1,9  | 37,02  | 6,4  | 52,61  | 8,7 %  | +727 %         |
| Déchets non renouv.                                      | 0      |      | 0,04   | 0,04  | 0,19   | 0,06 | 0,94   | 0,2  | 1,25   | 0,2 %  | ns             |
| Autres                                                   | 0      |      | 0      |       | 0,35   | 0,1  | 3,62   | 0,6  | 4,42   | 0,7 %  | ns             |
| Total                                                    | 109,18 | 100  | 289,11 | 100   | 475,08 | 100  | 574,09 | 100  | 604,58 | 100 %  | +454 %         |
| Source des données : Agence internationale de l'énergie. |        |      |        |       |        |      |        |      |        |        |                |

### Politique énergétique
Le nucléaire restait en 2015 une priorité stratégique pour la Corée du Sud, dont l'augmentation planifiée de la puissance installée nucléaire était de 70 % jusqu'à 37 GWe en 2029, pour se maintenir ensuite à ce niveau jusqu'en 2035.
En juin 2017, le nouveau président Moon Jae-in annonce une nouvelle politique énergétique axée sur la sortie progressive du nucléaire et la montée en puissance des énergies renouvelables : « Jusqu'alors, la politique énergétique du pays était centrée sur l'efficacité et les bas coûts. Mais cela doit changer maintenant que notre priorité est axée sur la sécurité et l'environnement ». Moon Jae-in a précisé que la totalité des réacteurs seront progressivement éteints, au fur et à mesure qu'ils atteindront leur fin de cycle et qu'il refusera la construction de nouvelles tranches ; le nucléaire ne représentera plus que 20 % du mix énergétique à l'horizon 2030 contre près de 30 % en 2016 ; la part des renouvelables passerait de 4,7 % à 20 %, celle du charbon reculerait de 40 % à 21,8 % au profit du gaz qui atteindrait 37 % en 2030. Les électriciens du pays l'ont mis en garde contre une probable hausse des tarifs de l'électricité et contre l'impact potentiel de cette reconversion sur la réputation des grands groupes énergétiques coréens.
Le 24 mai 2022, le nouveau président, Yoon Seok-youl, élu en partie contre la sortie du nucléaire, promet que « la Corée du Sud assumera sa responsabilité et son rôle dans les efforts internationaux visant à atteindre la neutralité carbone. Pour cela, nous devons raisonnablement mélanger nucléaire, énergies renouvelables et gaz naturel ». Au cours de la campagne présidentielle, il s’est engagé à reprendre la construction des deux tranches sud-coréennes APR-1400 Shin-Hanul 3 et 4, suspendue depuis 2017, et à créer 100 000 emplois en remportant des commandes concernant plus de dix centrales nucléaires en Europe de l’Est et au Proche Orient.

#### Énergie nucléaire
En 2023, les réacteurs nucléaires en fonctionnement en Corée du Sud ont produit 180,5 TWh, soit 6,6 % de la production nucléaire mondiale, au 5e rang mondial derrière les États-Unis (29,8 %), la Chine (15,9 %), la France (12,4 %) et la Russie (7,9 %). La production a progressé de 2,5 % par rapport à 2022 et de 9,5 % par rapport au pic de 2015. La part du nucléaire dans la production d'électricité coréenne atteint 29,2 % contre 28,2 % en 2022.
Au 4 août 2024, la Corée du Sud exploite 26 réacteurs nucléaires opérationnels, totalisant 25 825 MW de puissance installée, ce qui la place au 5e rang en nombre de réacteurs en service et au 5e rang en capacité de production opérationnelle. Ces réacteurs se répartissent sur 8 sites nucléaires de production d'électricité dont la production nette de 171,5 TWh a représenté 31,5 % de l'électricité du pays en 2023. Le pays compte 2 réacteurs nucléaires en construction totalisant 2 680 MW, au 6e rangmondial en nombre de réacteurs en construction, derrière la Chine (26 réacteurs en construction), l'Inde (7 réacteurs), l'Égypte, la Russie et la Turquie (4 réacteurs), et au 7e rang en capacité de production en construction derrière la Chine, l'Inde, la Turquie, l'Égypte, la Russie et le Royaume_Uni.
L'entreprise Kepco a signé le 27 décembre 2009 avec les Émirats arabes unis un contrat de 20 milliards de dollars pour construire quatre réacteurs APR1400 sur le site de Barakah, situé sur le golfe Persique à l'ouest de l'émirat d'Abu Dhabi. L'état d'avancement des travaux à la fin novembre 2015 est de 81 % pour la tranche 1 et de 60 % pour la tranche 2 ; la construction de la tranche 4 a débuté en septembre 2015 ; le chantier tient ses délais ; la mise en service de la tranche 1 est prévue en 2017 et l'achèvement des quatre réacteurs en 2020. Avec une puissance installée totale de 5 600 mégawatts, Barakah devrait alors fournir un quart de la consommation d'électricité des Émirats arabes unis. Le groupe Kepco construit déjà quatre APR1400 en Corée du Sud, mais Barakah est son premier chantier à l'exportation.
En mai 2017, Kepco avait reçu instruction de geler, le temps de la campagne présidentielle, les travaux de conception sur les deux réacteurs nucléaires APR 1400 prévus sur le site coréen de Shin Hanul sur la côte est, où deux tranches sont déjà en construction. Les annonces du nouveau président coréen Moon Jae-in sur la sortie progressive du nucléaire ouvrent une période d’incertitudes, notamment sur la présence coréenne sur les marchés internationaux.
En octobre 2017, le président a été contraint d'autoriser la relance des chantiers de construction des deux nouveaux réacteurs Shin Kori-5 et Shin Kori-6, qui pourraient, dès lors, entrer en service respectivement en 2021 et 2022. La commission publique civile représentative composée de 471 membres, citoyens et experts, qu'il avait nommée pour prendre cette décision, a en effet voté à 60 % pour la reprise des travaux. Il a cependant réaffirmé son intention de ne plus autoriser aucun projet de construction de centrale nucléaire. Le programme adopté en 2017 prévoit qu'il ne restera plus que 17 réacteurs en activité en 2034 et leur arrêt total est prévu en 2060.
Le 24 mai 2022, le nouveau président, Yoon Seok-youl, élu en partie contre la sortie du nucléaire, promet « un mélange raisonnable de nucléaire, énergies renouvelables et gaz naturel ».

#### Énergie hydroélectrique

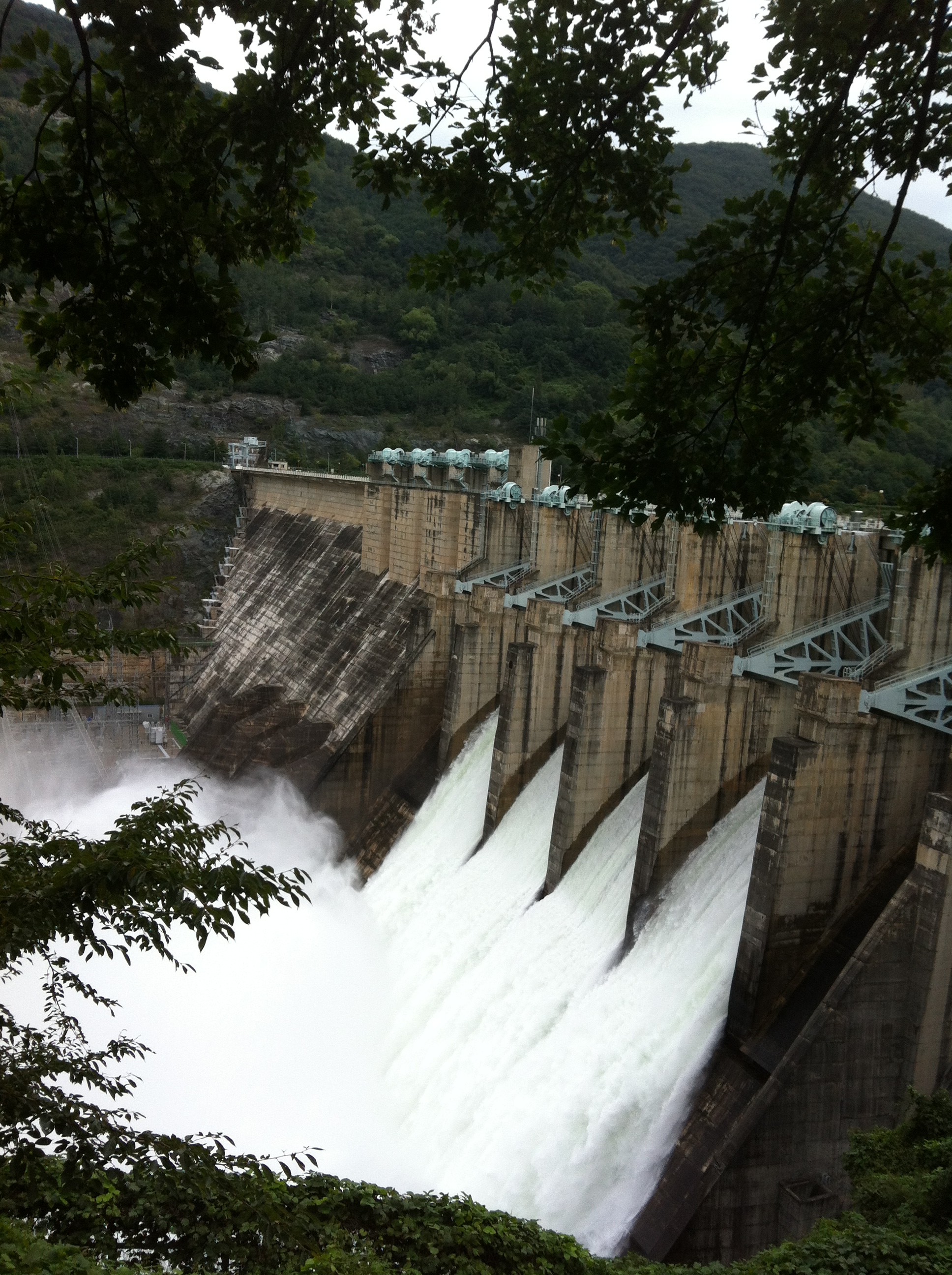
Barrage de Chungju en 2012.

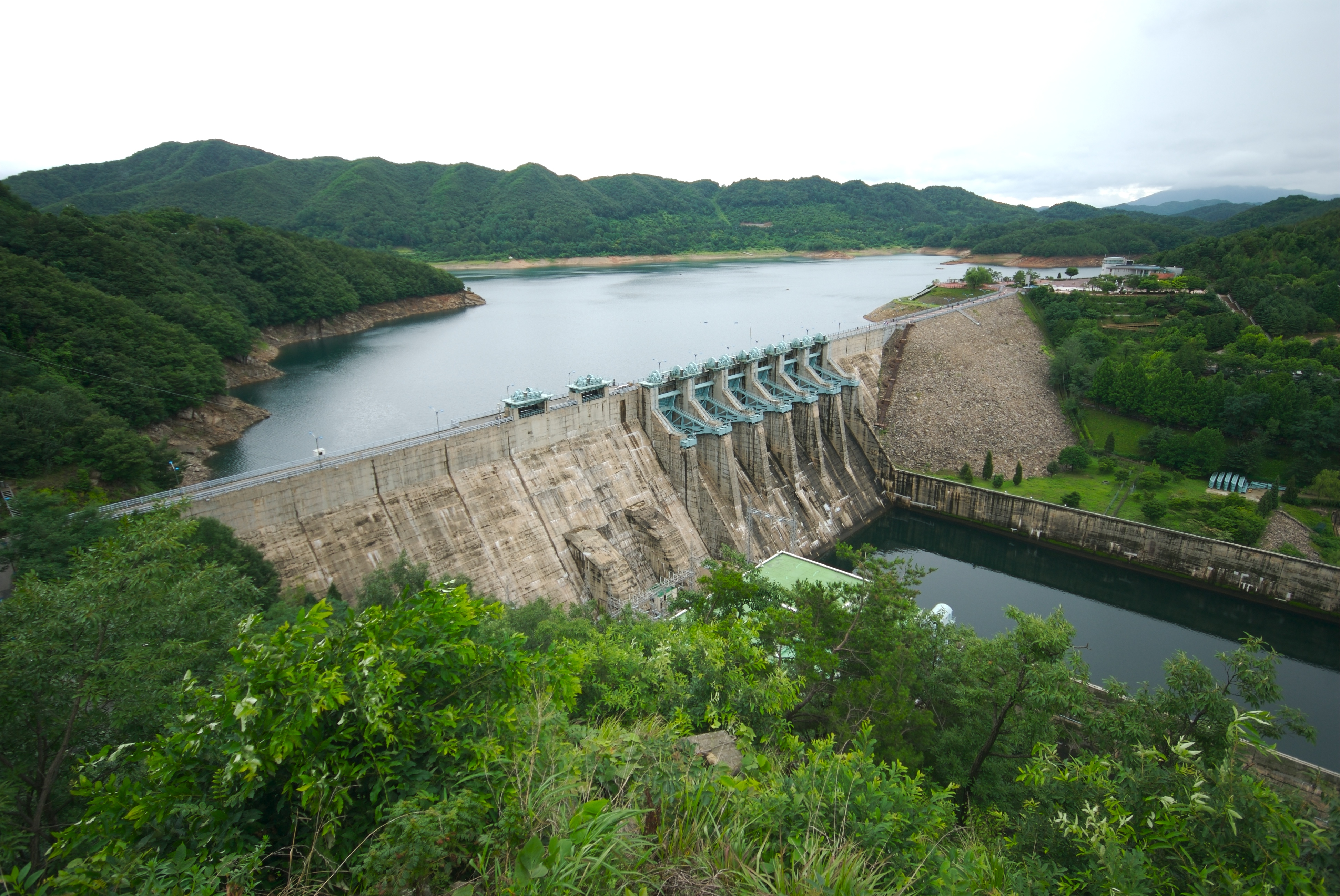
Barrage de Daecheong (90 MW), 2007.

La production hydroélectrique du pays a atteint 7,1 TWh en 2020. La puissance installée des centrales hydroélectriques totalisait 6 506 MW fin 2020, dont 4 700 MW de centrales de pompage-turbinage.
Les centrales hydroélectriques les plus puissantes en Corée du Sud sont des centrales de pompage-turbinage :
- Yangyang, sur la rivière Namdae-Chun dans la province de Gangwon : 1 000 MW (4 turbines Francis réversibles de 250 MW) ;
- Yecheon : 800 MW ;
- Sancheong : 700 MW ;
- Cheongsong : 600 MW ;
- Muju : 600 MW ;
- Samnangjin : 600 MW ;
- Cheongpyong : 400 MW.

Parmi les centrales classiques, la principale est celle de Chungju, sur le fleuve Han dans la province de Chungcheong du Nord : 400 MW.

#### Énergie éolienne

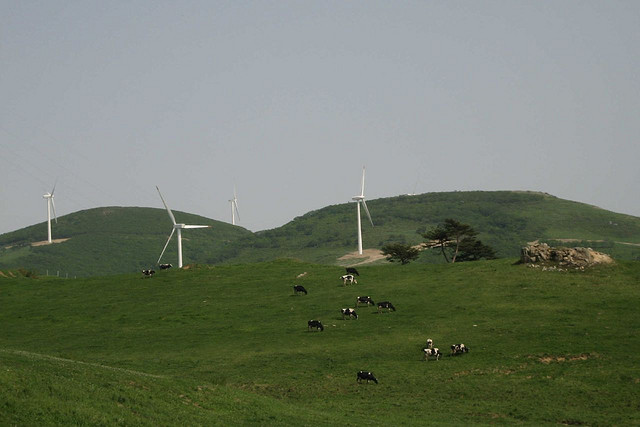
Éoliennes près du col de Daegwallyeong, 2007.

La production d'électricité d'origine éolienne s'est élevée à 3 404 GWh en 2023, soit 0,56 % de la production totale d'électricité du pays.
| Année | Production (GWh) | Accroissement | Part prod.élec. |
| 2005  | 130              |               | 0,03 %          |
| 2010  | 817              |               | 0,16 %          |
| 2015  | 1 342            |               | 0,24 %          |
| 2016  | 1 683            | +25,4 %       | 0,30 %          |
| 2017  | 2 169            | +28,9 %       | 0,38 %          |
| 2018  | 2 464            | +13,6 %       | 0,42 %          |
| 2019  | 2 680            | +8,8 %        | 0,46 %          |
| 2020  | 3 151            | +17,5 %       | 0,54 %          |
| 2021  | 3 182            | +1,0 %        | 0,52 %          |
| 2022  | 3 372            | +6,0 %        | 0,53 %          |
| 2023  | 3 404            | +0,9 %        | 0,56 %          |

La puissance installée éolienne de la Corée du Sud s'élève fin 2023 à 1 967 MW, dont 1 821 MW à terre et 146 MW en mer, au 5e rang en Asie, derrière la Chine (441 100 MW), l'Inde (44 736 MW), le Japon (5 214 MW) et le Vietnam (4 798 MW). Elle représente seulement 0,2 % du total mondial, alors que la population sud-coréenne représente 0,6 % du total mondial. Cette puissance s'est accrue de 169 MW en 2023, dont 165 MW à terre et 4 MW en mer. Le potentiel technique de l'éolien en mer (y compris éolien flottant) est estimé à 624 GW, largement concentré dans les régions les plus méridionales. Cependant, les procédures d'autorisation sont excessivement complexes et des oppositions locales les retardent. En décembre 2023, 22,6 GW de licences avaient été accordées, dont seulement 203 MW de projets avaient atteint le stade de la décision finale d'investissement. Le deuxième appel d'offres éolien de KEPCO a sélectionné quatre projets en mer de 1,5 GW au total.
En 2022, la puissance installée éolienne de la Corée du Sud s'élève à 1 800 MW, dont 1 658 MW à terre et 142 MW en mer, au 6e rang en Asie, derrière la Chine (365 440 MW), l'Inde (41 930 MW), le Japon (4 804 MW), le Vietnam (3 976 MW) et le Pakistan (1 817 MW). Cette puissance s'est accrue de 96 MW en 2022 et de 64 MW en 2021, uniquement à terre. Le 10ème plan de base publié en décembre 2022 prévoit 14,3 GW en 2030. Le gouvernement a fait voter une loi pour accélérer les procédures et prévoit 34 GW installés en 2036.
La Corée du Sud se situe fin 2020 au 4e rang en Asie pour sa puissance installée éolienne avec 1 651 MW, soit 0,2 % du total mondial, loin derrière la Chine (288 320 MW), l'Inde (38 625 MW) et le Japon (4 373 MW), et juste devant la Thaïlande (1 538 MW). Cette puissance s'est accrue de 160 MW (+11 %) au cours de l'année 2020, dont 60 MW en mer ; la puissance installée en éolien offshore atteint 136 MW fin 2020.
Fin 2019, la Corée du Sud était au 5e rang en Asie pour sa puissance installée éolienne avec 1 493 MW, juste derrière la Thaïlande (1 538 MW). Cette puissance s'est accrue de 191 MW (+15 %) au cours de l'année 2019 (en 2018 : +162 MW, soit +14 %, dont 35 MW d'éoliennes en mer).
La Corée s'est fixé un objectif de 16,5 GW de capacité éolienne en 2030, contre 1,67 GW en 2020.
En 2020, Total et Green Investment Group (GIG), filiale du groupe Macquarie, concluent un partenariat à 50/50 en vue de développer en Corée du Sud un portefeuille de 5 projets éoliens offshore flottants d'une capacité totale de plus de 2 GW. Les sites envisagés sont situés au large des côtes orientales et méridionales du pays (provinces d’Ulsan et de Jeolla du Sud). Les partenaires ont pour objectif de lancer la construction du premier projet d’environ 500 MW d’ici fin 2023. La Corée du Sud veut accélérer le développement des énergies renouvelables en portant leur part à au moins 20 % du mix électrique d'ici à 2030.
En février 2021, le président coréen Moon Jae-in signe à Sinan, sur la côte sud-ouest du pays, un contrat de 36 milliards € pour la construction au large de la ville du plus grand parc éolien offshore du monde, d'une puissance de 8,2 GW, dont la construction est prévue de 2025 à 2030.

#### Énergie marémotrice

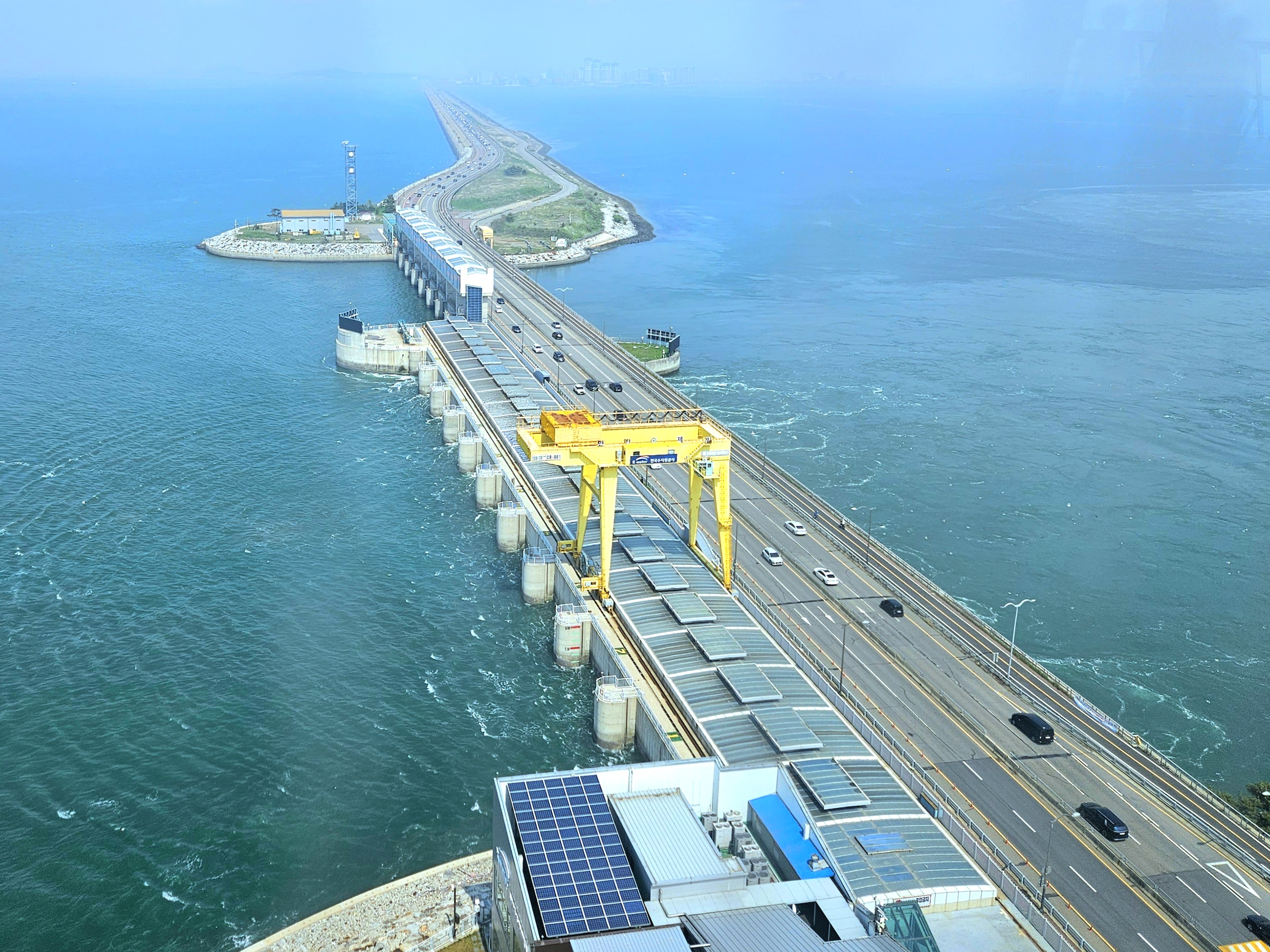
Centrale marémotrice de Sihwa, 2025.

La centrale marémotrice de Sihwa, mise en service en août 2011, est l'installation marémotrice la plus puissante au monde, avec une capacité totale de 254 MW.

### Consommation d'électricité
La consommation d'électricité par habitant s'élève en 2023 à 11 313 kWh en Corée du Sud, en progression de 360 % par rapport à 1990, soit 3,3 fois la moyenne mondiale : 3 427 kWh en 2022, et supérieure de 70 % à celle de la France : 6 638 kWh, de 90 % à celle de l'Allemagne : 5 957 kWh et de 49 % à celle du Japon : 7 569 kWh, mais inférieure de 13 % à celle des États-Unis : 12 986 kWh.
Sa répartition par secteur était la suivante en 2022 : industrie : 51,4 %, transport : 0,7 %, résidentiel : 13,8 %, tertiaire : 30,6 %, agriculture et pêche : 3,4 %. Sa progression a été de +474 % depuis 1990.

## Impact environnemental

### Émissions de gaz à effet de serre
En 2023, les émissions de gaz à effet de serre (GES) liées à l'énergie en Corée du Sud s'élevaient à 546 Mt CO2eq. En 2022, elles étaient de 556 Mt soit 1,4 % des émissions mondiales, loin derrière la Chine (29,7 %), les États-Unis (13,3 %), l'Inde (7,2 %), l'Union européenne (6,8 %), la Russie (5,5 %) et le Japon (2,6 %).
|                                                       | 1971 | 1990  | 2023  | var. 2023/1971 | var. 2023/1990 | var.Monde 2022/1990 | part en 2023 |
| Émissions GES liées à l'énergie                       | 68   | 252   | 546   | +703 %         | +117 %         | +60 %               |              |
| Émissions GES par combustion de combustibles fossiles | 54,9 | 235,8 | 544,2 | +891 %         | +131 %         | +63,9 %             | 100 %        |
| dont charbon                                          | 23,9 | 92,8  | 259,6 | +986 %         | +180 %         | +82 %               | 47,7 %       |
| dont pétrole                                          | 31,0 | 134,2 | 145,5 | +369 %         | +8 %           | +32 %               | 26,7 %       |
| dont gaz naturel                                      | -    | 6,9   | 119,9 | -              | +1638 %        | +103 %              | 22,0 %       |
| Source : Agence internationale de l'énergie           |      |       |       |                |                |                     |              |

### Émissions deCO2liées à la consommation d'énergie
Selon l'Energy Institute, les émissions de CO2 liées à l'énergie en Corée du Sud ont atteint 571,2 Mt en 2023, en baisse de 3,7 % en 2023 et de 8 % depuis 2013. Elles se classent au 10e rang mondial (1,6 % des émissions mondiales) derrière la Chine (32,1 %), les États-Unis (13,2 %), l'Inde (8,0 %), la Russie (4,6 %), le Japon (2,9 %), l'Indonésie (2,0 %), l'Iran (1,9 %), l'Arabie saoudite (1,8 %) et l'Allemagne (1,6 %).
Selon l'Agence internationale de l'énergie, la Corée du Sud est en 2022 le neuvième émetteur de dioxyde de carbone par combustion d'énergies fossiles : 549,3 MtCO2, soit 1,6 % des émissions mondiales, derrière la Chine (10 644,3 Mt, soit 31,2 %), les États-Unis (13,5 %), l'Inde (7,4 %), la Russie (4,8 %), le Japon (2,85 %), l'Iran (2,0 %), l'Indonésie (1,9 %) et l'Allemagne (1,8 %). Ses émissions par habitant s'élèvent en 2023 à 10,44 tonnes, supérieures de 143 % à la moyenne mondiale : 4,29 t en 2022, de 39 % à celle de la Chine : 7,50 t et de 41 % à celles du Japon : 7,38 tonnes, mais inférieures de 23 % à celle des États-Unis : 13,53 t.
Voici l'évolution de ces émissions, comparées à celles de l'Union européenne :
|                            | 1971 | 1990 | 2023  | var. 2023/1971 | var. 2023/1990 | var.UE27 2023/1990 |
| Émissions/habitant (t CO2) | 1,61 | 5,40 | 10,44 | x6,5           | +93 %          | -39,0 %            |

| | Émissions 2022      | part du secteur | Émissions/habitant | Émiss./hab. UE-27 |
| Secteur | Millions tonnes CO2 | %               | tonnes CO2/hab.    | tonnes CO2/hab.   |
| Secteur énergie hors élec. | 50,3                | 9 %             | 0,97               | 0,37              |
| Industrie et construction | 209,8               | 38 %            | 4,06               | 1,42              |
| Transport | 107,6               | 19,6 %          | 2,08               | 1,78              |
| dont transport routier | 100,3               | 18,3 %          | 1,94               | 1,66              |
| Résidentiel | 73,8                | 13,4 %          | 1,43               | 1,14              |
| Tertiaire | 93,2                | 17 %            | 1,81               | 0,73              |
| Total | 549,3               | 100 %           | 10,64              | 5,61              |
| Source : Agence internationale de l'énergie * après ré-allocation des émissions de la production d'électricité et de chaleur aux secteurs de consommation. |                     |                 |                    |                   |

On constate que les émissions en Corée sont légèrement supérieures à celles de l'Union européenne dans le secteur transport (+17 %) et le secteur résidentiel (+25 %) et beaucoup plus élevées dans l'industrie (2,9 fois plus), le tertiaire (2,5 fois plus) et le secteur énergétique (2,6 fois plus).